# پیمد
پـِیمُد یا پـِیمُط یکی از روستاهای شهرستان نور مازندران است. این روستا در دهستان میان‌بند بخش مرکزی شهرستان نور واقع شده و ۱۸۴ نفر (۲۷ خانوار) جمعیت دارد. مردم این روستا به زبان مازندرانی صحبت میکنند.
فعالیت اصلی ساکنین روستا دامداری می‌باشد ولی در گذشته تمامی زمین‌های اطراف روستا مزارع گندم و جو بود. همچنین باغات اطراف روستا دارای درختان گردوی بسیار مرغوبی است.